# Phalangosoma flavum
Phalangosoma flavum är en skalbaggsart som beskrevs av Louis Burgeon 1946. Phalangosoma flavum ingår i släktet Phalangosoma och familjen Melolonthidae. Inga underarter finns listade i Catalogue of Life.